# Première circonscription de la Haute-Savoie
La première circonscription de la Haute-Savoie est l'une des six circonscriptions législatives que compte le département français de la Haute-Savoie (74), situé en région Auvergne-Rhône-Alpes.
Elle est représentée à l'Assemblée nationale, lors de la XVIIe législature de la Cinquième République, par Véronique Riotton, députée du parti Renaissance.

## Description géographique

### De 1958 à 1986
Le département avait trois circonscriptions.
La première circonscription de la Haute-Savoie était composée de :
- canton d'Alby-sur-Chéran
- canton d'Annecy-Nord
- canton d'Annecy-Sud
- canton de Cruseilles
- canton de Faverges
- canton de Frangy
- canton de Rumilly
- canton de Saint-Julien-en-Genevois
- canton de Seyssel
- canton de Thônes
- canton de Thorens-Glières

Source : Journal Officiel du 14-15 Octobre 1958.

### De 1988 à 2010
La première circonscription de la Haute-Savoie est d'abord délimitée par le découpage électoral de la loi no 86-1197 du 24 novembre 1986 et regroupe alors les divisions administratives suivantes : 
- canton d'Annecy-Nord-Ouest
- canton d'Annecy-le-Vieux
- canton de Cruseilles
- canton de Frangy
- canton de Rumilly
- canton de Seyssel
- canton de Thorens-Glières

### Depuis 2010
Depuis l'ordonnance no 2009-935 du 29 juillet 2009, ratifiée par le Parlement français le 21 janvier 2010, elle regroupe les divisions administratives suivantes :
- canton d'Annecy-Nord-Ouest
- canton d'Annecy-le-Vieux
- canton de Rumilly
- canton de Thorens-Glières

D'après le recensement général de la population en 1999, réalisé par l'Institut national de la statistique et des études économiques (INSEE), la population totale de cette circonscription est estimée à 131753 habitants,.

## Historique des députations
| Législature | Début de mandat | Fin de mandat  | Député            | Parti politique | Observations |
| ----------- | --------------- | -------------- | ----------------- | --------------- | --- |
| Ire         | 9 décembre 1958 | 9 octobre 1962 | Charles Bosson    | MRP             | Mandat écourté à la suite d'une dissolution parlementaire décidée par Charles de Gaulle.                                                                       |
| IIe         | 6 décembre 1962 | 2 avril 1967   | Charles Bosson    | CD              | |
| IIIe        | 3 avril 1967    | 30 mai 1968    | Charles Bosson    | CD              | Mandat écourté à la suite d'une dissolution parlementaire décidée par Charles de Gaulle.                                                                       |
| IVe         | 11 juillet 1968 | 1er avril 1973 | Jean Brocard      | RI              | |
| Ve          | 2 avril 1973    | 2 avril 1978   | Jean Brocard      | RI              | |
| VIe         | 3 avril 1978    | 22 mai 1981    | Jean Brocard      | UDF             | Mandat écourté à la suite d'une dissolution parlementaire décidée par François Mitterrand.                                                                     |
| VIIe        | 2 juillet 1981  | 1er avril 1986 | Jean Brocard      | UDF             | |
| VIIIe       | 2 avril 1986    | 14 mai 1988    | Aucun             | Aucun           | Proportionnelle par département, pas de député par circonscription. Mandat écourté à la suite d'une dissolution parlementaire décidée par François Mitterrand. |
| IXe         | 23 juin 1988    | 1er avril 1993 | Jean Brocard      | UDF             | |
| Xe          | 2 avril 1993    | 21 avril 1997  | Bernard Accoyer,  | RPR,            | Mandat écourté à la suite d'une dissolution parlementaire décidée par Jacques Chirac.                                                                          |
| XIe         | 12 juin 1997    | 18 juin 2002   | Bernard Accoyer,  | RPR,            | |
| XIIe        | 19 juin 2002    | 19 juin 2007   | Bernard Accoyer,  | UMP,            | |
| XIIIe       | 20 juin 2007    | 19 juin 2012   | Bernard Accoyer   | UMP             | Président de l'Assemblée nationale |
| XIVe        | 20 juin 2012    | 20 juin 2017   | Bernard Accoyer   | UMP             | |
| XVe         | 21 juin 2017    | 21 juin 2022   | Véronique Riotton | LREM            | |
| XVIe        | 22 juin 2022    | 9 juin 2024    | Véronique Riotton | RE              | Président de la Délégation aux Droits des Femmes Mandat écourté à la suite d'une dissolution parlementaire décidée par Emmanuel Macron.                        |
| XVIIe       | 8 juillet 2024  | En cours       | Véronique Riotton | RE              | |

## Historique des élections

### Élections de 1958
| Candidat       | Candidat             | Parti          | Premier tour | Premier tour | Second tour | Second tour |  |
| Candidat       | Candidat             | Parti          | Voix         | %            | Voix        | %           |  |
| -------------- | -------------------- | -------------- | ------------ | ------------ | ----------- | ----------- |  |
|                | Charles Bosson élu   | MRP            | 25 968       | 47,34        | 30 012      | 55,55       |  |
|                | Jean Vallette d'Osia | Modérés        | 15 876       | 28,94        | 17 074      | 31,6        |  |
|                | Émile Valla          | PCF            | 5 987        | 10,92        | 6 939       | 12,84       |  |
|                | Robert Besson        | SFIO           | 4 543        | 8,28         | Retrait     | Retrait     |  |
|                | Georges Raisin       | Radsoc         | 2 475        | 4,51         |             |             |  |
|                |                      |                |              |              |             |             |  |
| Inscrits       | Inscrits             | Inscrits       | 74 618       | 100,00       | 74 597      | 100,00      |  |
| Abstentions    | Abstentions          | Abstentions    | 18 915       | 25,35        | 19 638      | 26,33       |  |
| Votants        | Votants              | Votants        | 55 703       | 74,65        | 54 959      | 73,67       |  |
| Blancs et nuls | Blancs et nuls       | Blancs et nuls | 854          | 1,53         | 934         | 1,7         |  |
| Exprimés       | Exprimés             | Exprimés       | 54 849       | 98,47        | 54 025      | 98,3        |  |

Le suppléant de Charles Bosson était Edmond Marmilloud, cultivateur, maire de Chevrier.

### Élections de 1962
|                | Charles Bosson sortant réélu | MRP            | 30 406 | 72,25  |  |  |  |
|                | Émile Valla                  | PCF            | 6 687  | 15,89  |  |  |  |
|                | Aimé Grillon                 | SFIO           | 4 989  | 11,86  |  |  |  |
|                |                              |                |        |        |  |  |  |
| Inscrits       | Inscrits                     | Inscrits       | 77 854 | 100,00 |  |  |  |
| Abstentions    | Abstentions                  | Abstentions    | 31 060 | 39,9   |  |  |  |
| Votants        | Votants                      | Votants        | 46 794 | 60,1   |  |  |  |
| Blancs et nuls | Blancs et nuls               | Blancs et nuls | 4 712  | 10,07  |  |  |  |
| Exprimés       | Exprimés                     | Exprimés       | 42 082 | 89,93  |  |  |  |

Edmond Marmilloud est le suppléant de Charles Bosson.

### Élections de 1967
| Candidat       | Candidat                     | Parti          | Premier tour | Premier tour | Second tour | Second tour |  |
| Candidat       | Candidat                     | Parti          | Voix         | %            | Voix        | %           |  |
| -------------- | ---------------------------- | -------------- | ------------ | ------------ | ----------- | ----------- |  |
|                | Charles Bosson sortant réélu | CD (PDM)       | 25 766       | 40,28        | 26 568      | 41,75       |  |
|                | Jean Brocard                 | RI             | 19 895       | 31,1         | 23 876      | 37,52       |  |
|                | Émile Valla                  | PCF            | 9 007        | 14,08        | 13 188      | 20,73       |  |
|                | Pierre Manneville            | PSU            | 5 145        | 8,04         |             |             |  |
|                | Pierre Voiron                | FGDS (SFIO)    | 4 151        | 6,49         |             |             |  |
|                |                              |                |              |              |             |             |  |
| Inscrits       | Inscrits                     | Inscrits       | 85 116       | 100,00       | 85 113      | 100,00      |  |
| Abstentions    | Abstentions                  | Abstentions    | 19 835       | 23,3         | 20 520      | 24,11       |  |
| Votants        | Votants                      | Votants        | 65 281       | 76,7         | 64 593      | 75,89       |  |
| Blancs et nuls | Blancs et nuls               | Blancs et nuls | 1 317        | 2,02         | 961         | 1,49        |  |
| Exprimés       | Exprimés                     | Exprimés       | 63 964       | 97,98        | 63 632      | 98,51       |  |

Le suppléant de Charles Bosson était Edmond Marmilloud.

### Élections de 1968
| Candidat       | Candidat               | Parti          | Premier tour | Premier tour | Second tour | Second tour |  |
| Candidat       | Candidat               | Parti          | Voix         | %            | Voix        | %           |  |
| -------------- | ---------------------- | -------------- | ------------ | ------------ | ----------- | ----------- |  |
|                | Jean Brocard élu       | RI (URP)       | 28 074       | 43,72        | 30 320      | 47,82       |  |
|                | Charles Bosson sortant | CD (PDM)       | 21 383       | 33,3         | 26 139      | 41,22       |  |
|                | Émile Valla            | PCF            | 8 763        | 13,65        | 6 952       | 10,96       |  |
|                | Pierre Manneville      | PSU            | 5 997        | 9,34         |             |             |  |
|                |                        |                |              |              |             |             |  |
| Inscrits       | Inscrits               | Inscrits       | 85 356       | 100,00       | 85 334      | 100,00      |  |
| Abstentions    | Abstentions            | Abstentions    | 20 222       | 23,69        | 21 212      | 24,86       |  |
| Votants        | Votants                | Votants        | 65 134       | 76,31        | 64 122      | 75,14       |  |
| Blancs et nuls | Blancs et nuls         | Blancs et nuls | 917          | 1,41         | 711         | 1,11        |  |
| Exprimés       | Exprimés               | Exprimés       | 64 217       | 98,59        | 63 411      | 98,89       |  |

Le suppléant de Jean Brocard était Joseph Gaudin, agriculteur, adjoint au maire d'Annecy-le-Vieux.

### Élections de 1973
| Candidat       | Candidat                   | Parti          | Premier tour | Premier tour | Second tour | Second tour |  |
| Candidat       | Candidat                   | Parti          | Voix         | %            | Voix        | %           |  |
| -------------- | -------------------------- | -------------- | ------------ | ------------ | ----------- | ----------- |  |
|                | Jean Brocard sortant réélu | RI (URP)       | 27 188       | 36,97        | 33 330      | 43,25       |  |
|                | Jacques Golliet            | CD (MR)        | 21 123       | 28,72        | 18 178      | 23,59       |  |
|                | Francis Tinant             | PS (UGSD)      | 12 379       | 16,83        | 25 559      | 33,16       |  |
|                | Émile Valla                | PCF            | 9 461        | 12,87        |             |             |  |
|                | Renée Feltin               | PSU            | 3 386        | 4,6          |             |             |  |
|                |                            |                |              |              |             |             |  |
| Inscrits       | Inscrits                   | Inscrits       | 96 833       | 100,00       | 96 821      | 100,00      |  |
| Abstentions    | Abstentions                | Abstentions    | 21 768       | 22,48        | 18 884      | 19,5        |  |
| Votants        | Votants                    | Votants        | 75 065       | 77,52        | 77 937      | 80,5        |  |
| Blancs et nuls | Blancs et nuls             | Blancs et nuls | 1 528        | 2,04         | 870         | 1,12        |  |
| Exprimés       | Exprimés                   | Exprimés       | 73 537       | 97,96        | 77 067      | 98,88       |  |

Le suppléant de Jean Brocard était Raymond Fontaine, maire d'Archamps.

### Élections de 1978
|                | Jean Brocard sortant réélu | UDF (PR)       | 49 514  | 51,29  |  |  |  |
|                | Gilbert Antonin            | PS             | 19 746  | 20,45  |  |  |  |
|                | André Genot                | PCF            | 11 825  | 12,25  |  |  |  |
|                | P. Précias                 | Écologie 78    | 8 271   | 8,57   |  |  |  |
|                | Marcel Vialaron            | MDD            | 4 169   | 4,32   |  |  |  |
|                | Marc Barreau               | LO             | 1 539   | 1,59   |  |  |  |
|                | Michèle Sabatier           | PSU (FA)       | 1 482   | 1,54   |  |  |  |
|                |                            |                |         |        |  |  |  |
| Inscrits       | Inscrits                   | Inscrits       | 122 046 | 100,00 |  |  |  |
| Abstentions    | Abstentions                | Abstentions    | 23 767  | 19,47  |  |  |  |
| Votants        | Votants                    | Votants        | 98 279  | 80,53  |  |  |  |
| Blancs et nuls | Blancs et nuls             | Blancs et nuls | 1 733   | 1,76   |  |  |  |
| Exprimés       | Exprimés                   | Exprimés       | 96 546  | 98,24  |  |  |  |

Le suppléant de Jean Brocard était Raymond Fontaine.

### Élections de 1981
|                | Jean Brocard sortant réélu | UDF (PR)       | 46 382  | 54,75  |  |  |  |
|                | Gilbert Goy                | PS             | 27 855  | 32,88  |  |  |  |
|                | Jean Moget                 | PCF            | 7 176   | 8,47   |  |  |  |
|                | Gérard Fumex               | PSU            | 3 301   | 3,90   |  |  |  |
|                |                            |                |         |        |  |  |  |
| Inscrits       | Inscrits                   | Inscrits       | 130 542 | 100,00 |  |  |  |
| Abstentions    | Abstentions                | Abstentions    | 44 746  | 34,28  |  |  |  |
| Votants        | Votants                    | Votants        | 85 796  | 65,72  |  |  |  |
| Blancs et nuls | Blancs et nuls             | Blancs et nuls | 1 082   | 1,26   |  |  |  |
| Exprimés       | Exprimés                   | Exprimés       | 84 714  | 98,74  |  |  |  |

Le suppléant de Jean Brocard était le Docteur Pierre Paillet, conseiller général du canton d'Alby-sur-Chéran, conseiller municipal d'Alby-sur-Chéran.

### Élections de 1988
|                | Jean Brocard sortant réélu | UDF (PR) (URC) | 22 286 | 52,61  |  |  |  |
|                | Jean-Pierre Vialle         | PS             | 13 772 | 32,51  |  |  |  |
|                | Jacques Gonnet             | FN             | 3 695  | 8,72   |  |  |  |
|                | Jean Moget                 | PCF            | 2 610  | 6,16   |  |  |  |
|                |                            |                |        |        |  |  |  |
| Inscrits       | Inscrits                   | Inscrits       | 69 209 | 100,00 |  |  |  |
| Abstentions    | Abstentions                | Abstentions    | 25 954 | 37,5   |  |  |  |
| Votants        | Votants                    | Votants        | 43 255 | 62,5   |  |  |  |
| Blancs et nuls | Blancs et nuls             | Blancs et nuls | 892    | 2,06   |  |  |  |
| Exprimés       | Exprimés                   | Exprimés       | 42 363 | 97,94  |  |  |  |

Le suppléant de Jean Brocard était Antoine de Menthon, maire de Menthon-Saint-Bernard.

### Élections de 1993
| Candidat       | Candidat            | Parti          | Premier tour | Premier tour | Second tour | Second tour |  |
| Candidat       | Candidat            | Parti          | Voix         | %            | Voix        | %           |  |
| -------------- | ------------------- | -------------- | ------------ | ------------ | ----------- | ----------- |  |
|                | Bernard Accoyer élu | RPR            | 14 697       | 29,42        | 19 983      | 51,99       |  |
|                | Jean-Claude Carle   | UDF (PR)       | 12 239       | 24,5         | 18 450      | 48,01       |  |
|                | André Tissot        | GÉ (EÉ)        | 7 999        | 16,01        |             |             |  |
|                | Alain Pitte         | PS (ADFP)      | 6 370        | 12,75        |             |             |  |
|                | Jacques Vassieux    | FN             | 5 667        | 11,35        |             |             |  |
|                | Jean-Paul Larese    | PCF            | 1 890        | 3,78         |             |             |  |
|                | Evelyne Tonnelier   | PT             | 1 088        | 2,18         |             |             |  |
|                |                     |                |              |              |             |             |  |
| Inscrits       | Inscrits            | Inscrits       | 77 507       | 100,00       | 77 505      | 100,00      |  |
| Abstentions    | Abstentions         | Abstentions    | 24 735       | 31,91        | 30 787      | 39,72       |  |
| Votants        | Votants             | Votants        | 52 772       | 68,09        | 46 718      | 60,28       |  |
| Blancs et nuls | Blancs et nuls      | Blancs et nuls | 2 822        | 5,35         | 8 285       | 17,73       |  |
| Exprimés       | Exprimés            | Exprimés       | 49 950       | 94,65        | 38 433      | 82,27       |  |

Le suppléant de Bernard Accoyer était Camille Beauquier, vétérinaire, conseiller général du canton de Rumilly, conseiller municipal de Rumilly.

### Élections de 1997
| Candidat       | Candidat                      | Parti          | Premier tour | Premier tour | Second tour | Second tour |  |
| Candidat       | Candidat                      | Parti          | Voix         | %            | Voix        | %           |  |
| -------------- | ----------------------------- | -------------- | ------------ | ------------ | ----------- | ----------- |  |
|                | Bernard Accoyer sortant réélu | RPR            | 19 022       | 38,51        | 30 250      | 58,49       |  |
|                | Sylvie Gillet-de-Thorey       | PS             | 10 946       | 22,16        | 21 469      | 41,51       |  |
|                | Jacques Vassieux              | FN             | 7 116        | 14,41        |             |             |  |
|                | Françoise Rouge               | Les Verts      | 3 920        | 7,94         |             |             |  |
|                | Manuela Gomez                 | PCF            | 2 498        | 5,06         |             |             |  |
|                | Yollande Trouillet            | LDI (MPF)      | 2 431        | 4,92         |             |             |  |
|                | Alex Chablans                 | GÉ             | 2 250        | 4,56         |             |             |  |
|                | René Hamel                    | PT             | 1 207        | 2,44         |             |             |  |
|                |                               |                |              |              |             |             |  |
| Inscrits       | Inscrits                      | Inscrits       | 81 540       | 100,00       | 81 540      | 100,00      |  |
| Abstentions    | Abstentions                   | Abstentions    | 28 155       | 34,53        | 25 873      | 31,73       |  |
| Votants        | Votants                       | Votants        | 53 385       | 65,47        | 55 667      | 68,27       |  |
| Blancs et nuls | Blancs et nuls                | Blancs et nuls | 3 995        | 7,48         | 3 948       | 7,09        |  |
| Exprimés       | Exprimés                      | Exprimés       | 49 390       | 92,52        | 51 719      | 92,91       |  |

Le suppléant de Bernard Accoyer était Camille Beauquier.

### Élections de 2002
| Candidat       | Candidat                      | Parti             | Premier tour | Premier tour | Second tour | Second tour |  |
| Candidat       | Candidat                      | Parti             | Voix         | %            | Voix        | %           |  |
| -------------- | ----------------------------- | ----------------- | ------------ | ------------ | ----------- | ----------- |  |
|                | Bernard Accoyer sortant réélu | UMP               | 29 050       | 49,7         | 31 591      | 64,15       |  |
|                | Sylvie Gillet-de-Thorey       | PS                | 14 660       | 25,08        | 17 654      | 35,85       |  |
|                | Jacques Vassieux              | FN                | 6 770        | 11,58        |             |             |  |
|                | Yollande Trouillet            | MPF               | 1 099        | 1,88         |             |             |  |
|                | Patrice Abeille               | Régionaliste      | 1 045        | 1,79         |             |             |  |
|                | Betty Carvou                  | LT-LNÉ            | 978          | 1,67         |             |             |  |
|                | Bethsabé Lunel                | LCR               | 835          | 1,43         |             |             |  |
|                | Manuela Gomez                 | PCF               | 806          | 1,38         |             |             |  |
|                | Annie Duthoit                 | MÉI               | 796          | 1,36         |             |             |  |
|                | Jean-Paul Macé                | LO                | 457          | 0,78         |             |             |  |
|                | Olivier Burlats               | MNR               | 375          | 0,64         |             |             |  |
|                | Jean-Marie Sciangula          | RCF               | 348          | 0,6          |             |             |  |
|                | René Weosli                   | GÉ                | 321          | 0,55         |             |             |  |
|                | René Hamel                    | PT                | 275          | 0,47         |             |             |  |
|                | Jean-Pierre Besson            | Divers            | 266          | 0,46         |             |             |  |
|                | Marianna Pavlou               | Divers écologiste | 224          | 0,38         |             |             |  |
|                | Jean Sailland                 | Divers            | 145          | 0,25         |             |             |  |
|                | Michel Lassiouve              | UDF               | 1            | 0,0          |             |             |  |
|                |                               |                   |              |              |             |             |  |
| Inscrits       | Inscrits                      | Inscrits          | 92 173       | 100,00       | 92 173      | 100,00      |  |
| Abstentions    | Abstentions                   | Abstentions       | 32 553       | 35,32        | 41 302      | 44,81       |  |
| Votants        | Votants                       | Votants           | 59 620       | 64,68        | 50 871      | 55,19       |  |
| Blancs et nuls | Blancs et nuls                | Blancs et nuls    | 1 169        | 1,96         | 1 626       | 3,2         |  |
| Exprimés       | Exprimés                      | Exprimés          | 58 451       | 98,04        | 49 245      | 96,8        |  |

Le suppléant de Bernard Accoyer était Camille Beauquier.

### Élections de 2007
|                | Bernard Accoyer sortant réélu | UMP                | 33 573  | 56,07  |  |  |  |
|                | Sylvie Gillet-de-Thorey       | PS                 | 15 532  | 25,94  |  |  |  |
|                | Jacques Vassieux              | FN                 | 2 856   | 4,77   |  |  |  |
|                | Jean-Marie Decout             | Les Verts          | 2 127   | 3,55   |  |  |  |
|                | Rolland Dufournet             | Divers             | 1 356   | 2,26   |  |  |  |
|                | Didier Jouffrey               | MPF                | 979     | 1,64   |  |  |  |
|                | Nicole Paleyron               | MÉI                | 895     | 1,49   |  |  |  |
|                | Éliane Chazal                 | PCF                | 882     | 1,47   |  |  |  |
|                | Jean-Paul Macé                | LO                 | 680     | 1,14   |  |  |  |
|                | Annie Duthoit                 | LT-LNÉ             | 660     | 1,10   |  |  |  |
|                | Michel Maurice                | PT                 | 327     | 0,55   |  |  |  |
|                | Patrice Abeille               | Régionaliste (SEL) | 7       | 0,01   |  |  |  |
|                |                               |                    |         |        |  |  |  |
| Inscrits       | Inscrits                      | Inscrits           | 104 082 | 100,00 |  |  |  |
| Abstentions    | Abstentions                   | Abstentions        | 43 056  | 41,37  |  |  |  |
| Votants        | Votants                       | Votants            | 61 026  | 58,63  |  |  |  |
| Blancs et nuls | Blancs et nuls                | Blancs et nuls     | 1 152   | 1,89   |  |  |  |
| Exprimés       | Exprimés                      | Exprimés           | 59 874  | 98,11  |  |  |  |

### Élections de 2012
| Candidat       | Candidat                      | Parti          | Premier tour | Premier tour | Second tour | Second tour |  |
| Candidat       | Candidat                      | Parti          | Voix         | %            | Voix        | %           |  |
| -------------- | ----------------------------- | -------------- | ------------ | ------------ | ----------- | ----------- |  |
|                | Bernard Accoyer sortant réélu | UMP            | 23 511       | 43,45        | 27 473      | 56,06       |  |
|                | Christian Jeantet             | PS             | 16 936       | 31,3         | 21 535      | 43,94       |  |
|                | André Adobati                 | RBM (FN)       | 6 799        | 12,56        |             |             |  |
|                | Claude Comet                  | EÉLV           | 2 763        | 5,11         |             |             |  |
|                | Éliane Chazal                 | FG (PCF)       | 1 709        | 3,16         |             |             |  |
|                | Raphaël Gallet                | DLR            | 783          | 1,45         |             |             |  |
|                | Stéphane Gogibus              | MHAN           | 541          | 1,00         |             |             |  |
|                | Sylvain Socquet-Juglard       | AÉI            | 348          | 0,64         |             |             |  |
|                | Hamdy Boussouiba              | MÉI            | 320          | 0,59         |             |             |  |
|                | Bethsabée Lunel               | NPA            | 222          | 0,41         |             |             |  |
|                | Jean-Paul Macé                | LO             | 179          | 0,33         |             |             |  |
|                |                               |                |              |              |             |             |  |
| Inscrits       | Inscrits                      | Inscrits       | 93 164       | 100,00       | 93 143      | 100,00      |  |
| Abstentions    | Abstentions                   | Abstentions    | 38 393       | 41,21        | 42 777      | 45,93       |  |
| Votants        | Votants                       | Votants        | 54 771       | 58,79        | 50 366      | 54,07       |  |
| Blancs et nuls | Blancs et nuls                | Blancs et nuls | 660          | 1,21         | 1 358       | 2,7         |  |
| Exprimés       | Exprimés                      | Exprimés       | 54 111       | 98,79        | 49 008      | 97,3        |  |

### Élections de 2017
|                                                                                 |                                                                                     |                           |                           |                          |                          |
|                                                                                 |                                                                                     | Premier tour 11 juin 2017 | Premier tour 11 juin 2017 | Second tour 18 juin 2017 | Second tour 18 juin 2017 |
|                                                                                 |                                                                                     |                           |                           |                          |                          |
|                                                                                 |                                                                                     | Nombre                    | % des inscrits            | Nombre                   | % des inscrits           |
| Inscrits                                                                        | Inscrits                                                                            | 100 268                   | 100,00                    | 100 364                  | 100,00                   |
| Abstentions                                                                     | Abstentions                                                                         | 50 234                    | 50,10                     | 57 816                   | 57,61                    |
| Votants                                                                         | Votants                                                                             | 50 034                    | 49,90                     | 42 548                   | 42,39                    |
|                                                                                 |                                                                                     |                           | % des votants             |                          | % des votants            |
| Bulletins blancs                                                                | Bulletins blancs                                                                    | 559                       | 1,12                      | 2 519                    | 5,92                     |
| Bulletins nuls                                                                  | Bulletins nuls                                                                      | 204                       | 0,41                      | 893                      | 2,10                     |
| Suffrages exprimés                                                              | Suffrages exprimés                                                                  | 49 271                    | 98,48                     | 39 136                   | 91,98                    |
|                                                                                 |                                                                                     |                           |                           |                          |                          |
| Candidat Étiquette politique (partis et alliances)                              | Candidat Étiquette politique (partis et alliances)                                  | Voix                      | % des exprimés            | Voix                     | % des exprimés           |
|                                                                                 |                                                                                     |                           |                           |                          |                          |
|                                                                                 | Véronique Riotton (élue) La République en marche                                    | 23 631                    | 47,96                     | 25 174                   | 64,32                    |
|                                                                                 | Annabel André-Laurent Les Républicains (Union des démocrates et indépendants)       | 9 285                     | 18,84                     | 13 962                   | 35,68                    |
|                                                                                 | Brigitte Thiéry-Audubert Front national                                             | 5 072                     | 10,29                     |                          |                          |
|                                                                                 | Julian Augé La France insoumise                                                     | 3 199                     | 6,49                      |                          |                          |
|                                                                                 | Jean-Jacques Bouchet Europe Écologie Les Verts                                      | 1 414                     | 2,87                      |                          |                          |
|                                                                                 | Christophe Poncet Parti socialiste                                                  | 1 235                     | 2,51                      |                          |                          |
|                                                                                 | Michel Lombart Parti communiste français (Front de gauche)                          | 867                       | 1,76                      |                          |                          |
|                                                                                 | François Encrenaz Debout la France                                                  | 776                       | 1,57                      |                          |                          |
|                                                                                 | Roland Dufournet Écologiste (Alliance écologiste indépendante)                      | 744                       | 1,51                      |                          |                          |
|                                                                                 | Arnaud Dumain Écologiste (Union des démocrates et des écologistes)                  | 555                       | 1,13                      |                          |                          |
|                                                                                 | Dominique Noyeau Régionaliste (Savoie fédérale)                                     | 468                       | 0,95                      |                          |                          |
|                                                                                 | Loïc Brassart Divers (Parti animaliste)                                             | 411                       | 0,83                      |                          |                          |
|                                                                                 | Karinne Mozer Divers (Union populaire républicaine)                                 | 341                       | 0,69                      |                          |                          |
|                                                                                 | Corinne Israël Écologiste (Confédération pour l'homme, l'animal et la planète)      | 340                       | 0,69                      |                          |                          |
|                                                                                 | Grégoire Arpin-Bueria Divers (#MaVoix)                                              | 297                       | 0,60                      |                          |                          |
|                                                                                 | Marina Chélépine Régionaliste (Initiatives démocratiques - Mouvement région Savoie) | 218                       | 0,44                      |                          |                          |
|                                                                                 | Jean-Paul Macé Lutte ouvrière                                                       | 213                       | 0,43                      |                          |                          |
|                                                                                 | Corinne Baro Divers gauche (Nouvelle Donne)                                         | 205                       | 0,42                      |                          |                          |
| Source : Ministère de l'Intérieur - Première circonscription de la Haute-Savoie |                                                                                     |                           |                           |                          |                          |

### Élections de 2022
Les élections législatives françaises de 2022 ont eux lieux les dimanches 12 et 19 juin 2022.
| Résultats des élections législatives des 12 et 19 juin 2022 de la 1re circonscription de Haute-Savoie |                                     |                          |                          |              |              |             |             |
| Candidat                                                                                              | Candidat                            | Parti et coalition       | Nuance                   | Premier tour | Premier tour | Second tour | Second tour |
| Candidat                                                                                              | Candidat                            | Parti et coalition       | Nuance                   | Voix         | %            | Voix        | %           |
| | Véronique Riotton sortante (réélue) | RE (ENS)                 | ENS                      | 19 000       | 36,35        | 29 312      | 62,65       |
| | Anne-Valérie Duval                  | LFI (NUPES)              | NUP                      | 12 464       | 23,85        | 17 477      | 37,35       |
| | Didier Jouffrey                     | RN                       | RN                       | 8 472        | 16,21        |             |             |
| | Aurélia Patty-Gomila                | LR (UDC)                 | LR                       | 6 830        | 13,07        |             |             |
| | Guillaume Jambard                   | REC                      | REC                      | 2 341        | 4,48         |             |             |
| | William Girard-Desprolet            | MRS (R&PS)               | REG                      | 964          | 1,84         |             |             |
| | Anne-Sophie Bata                    | PA                       | ECO                      | 953          | 1,82         |             |             |
| | Franck Buhler                       | DLF (UPF)                | DSV                      | 503          | 0,96         |             |             |
| | Jacques Mattei                      | LO                       | DXG                      | 377          | 0,72         |             |             |
| | Daniel Salem Chiad                  | SE                       | DIV                      | 364          | 0,70         |             |             |
| Votes valides (exprimés)                                                                              | Votes valides (exprimés)            | Votes valides (exprimés) | Votes valides (exprimés) | 52 268       | 98,15        | 46 789      | 92,53       |
| Votes blancs                                                                                          | Votes blancs                        | Votes blancs             | Votes blancs             | 738          | 1,39         | 2 774       | 5,49        |
| Votes nuls                                                                                            | Votes nuls                          | Votes nuls               | Votes nuls               | 248          | 0,47         | 1 002       | 1,98        |
| Total                                                                                                 | Total                               | Total                    | Total                    | 53 254       | 100          | 50 565      | 100         |
| Abstention                                                                                            | Abstention                          | Abstention               | Abstention               | 55 817       | 51,17        | 58 529      | 53,65       |
| Inscrits / participation                                                                              | Inscrits / participation            | Inscrits / participation | Inscrits / participation | 53 254       | 48,83        | 109 094     | 46,35       |

### Élections de 2024
| Candidat                 | Candidat                            | Parti et coalition       | Nuances                  | Premier tour | Premier tour | Second tour | Second tour |
| Candidat                 | Candidat                            | Parti et coalition       | Nuances                  | Voix         | %            | Voix        | %           |
| ------------------------ | ----------------------------------- | ------------------------ | ------------------------ | ------------ | ------------ | ----------- | ----------- |
|                          | Véronique Riotton sortante (réélue) | RE (ENS)                 | ENS                      | 28 079       | 35,64        | 49 164      | 64,23       |
|                          | Guillaume Roit-Levêque              | RN                       | RN                       | 24 500       | 31,09        | 27 383      | 35,77       |
|                          | Anne-Valérie Duval                  | LFI (NFP)                | NFP                      | 17 980       | 22,82        |             |             |
|                          | Florian Thabuis                     | LR                       | LR                       | 6 527        | 8,28         |             |             |
|                          | Claudine Molin                      | SE                       | DIV                      | 937          | 1,19         |             |             |
|                          | Jacques Mattei                      | LO                       | EXG                      | 675          | 0,86         |             |             |
|                          | Stéphane Espic                      | SE                       | DIV                      | 98           | 0,12         |             |             |
|                          |                                     |                          |                          |              |              |             |             |
|                          |                                     |                          |                          |              |              |             |             |
| Votes valides (exprimés) | Votes valides (exprimés)            | Votes valides (exprimés) | Votes valides (exprimés) | 78 796       | 97,40        | 76 547      | 95,28       |
| Votes blancs             | Votes blancs                        | Votes blancs             | Votes blancs             | 1 570        | 1,94         | 2 962       | 3,69        |
| Votes nuls               | Votes nuls                          | Votes nuls               | Votes nuls               | 529          | 0,65         | 832         | 1,04        |
| Total (participation)    | Total (participation)               | Total (participation)    | Total (participation)    | 80 895       | 100          | 80 341      | 100         |
| Abstention               | Abstention                          | Abstention               | Abstention               | 29 789       | 26,91        | 30 384      | 27,44       |
| Inscrits / participation | Inscrits / participation            | Inscrits / participation | Inscrits / participation | 110 684      | 73,09        | 110 725     | 72,56       |

#### Département de la Haute-Savoie
- La fiche de l'INSEE de cette circonscription : « Tableaux et Analyses de la première circonscription de la Haute-Savoie », sur insee.fr, site de l'Institut national de la statistique et des études économiques (consulté le 10 juin 2007) [PDF]
- « Tous les députés du département de la Haute-Savoie depuis 1789 », sur assemblee-nationale.fr, site de l'Assemblée nationale française (consulté le 10 juin 2007)
- « Informations contentieuses sur le département de la Haute-Savoie (Élections législatives de 2002) »(Archive.org • Wikiwix • Archive.is • Google • Que faire ?), sur conseil-constitutionnel.fr, site du Conseil constitutionnel (consulté le 13 juin 2007)

#### Circonscriptions en France
- « Carte des circonscriptions législatives en France », sur assemblee-nationale.fr, site de l'Assemblée nationale française (consulté le 10 juin 2007)
- « Résultats électoraux officiels en France », sur interieur.gouv.fr, site du ministère de l'Intérieur (France) (consulté le 13 juin 2007)
- Description et Atlas des circonscriptions électorales de France sur http://www.atlaspol.com, Atlaspol, site de cartographie géopolitique, consulté le 13 juin 2007.